# 北九州市病院長殺害事件
北九州市病院長殺害事件（きたきゅうしゅうし びょういんちょうさつがいじけん）は、1979年（昭和54年）11月4日から5日にかけて福岡県北九州市小倉北区で発生した強盗殺人・死体遺棄（バラバラ殺人）事件である。
男2人が大病院を経営していた男性A（当時61歳）を金目的で殺害し、死体をバラバラにした上で大分県（国東半島）沖の海に投棄した。犯人2人は1988年（昭和63年）に最高裁で死刑判決が確定し、1996年（平成8年）に死刑を執行されている。
1983年（昭和58年）に最高裁が死刑適用基準として「永山基準」を示して以降、2009年（平成21年）3月時点までに殺害された被害者が1人の事件で、複数の被告人の死刑が確定した事例は、本事件が唯一である。

## 概要
犯人の男2人（本文中SおよびY）は、それぞれ北九州市小倉北区内で釣具店とスナックを経営していたが、遊惰な生活を夢見て一攫千金を狙い、加害者Yが経営していたスナック「ピラニア」（小倉北区堺町一丁目5番12号）の常連客であり、市内で病院を経営していた男性A（当時61歳）に目をつけ、大金を奪った上で殺害する完全犯罪を計画。犯行の日時場所、脅迫方法、金品の強奪方法、犯行の隠蔽方法（死体の解体・遺棄など）などについて、事前に綿密な計画を練り上げた。
1979年11月4日夜、2人は被害者Aをスナック「ピラニア」に誘い出し、あいくちで左脇腹を斬りつけて瀕死の重傷を負わせ、現金約95万円を強奪したほか、Aの妻に電話を掛けさせ、2,000万円を持参するよう指示させたが失敗。口封じのため、翌5日昼に 瀕死状態のAを絞殺し、死体をバラバラに解体して、小倉港（砂津港）発松山港行きのフェリー（現松山・小倉フェリー）「はやとも丸」から、国東半島（大分県）沖の海（周防灘）に投棄した。2人は犯行後に数々の証拠隠滅を図ったが、翌1980年（昭和55年）3月から4月にかけて福岡県警の調べに対し、相次いで犯行を自供。本事件の強盗殺人・死体遺棄容疑で逮捕・起訴された ほか、Sは恐喝未遂の余罪でも起訴されている。
刑事裁判で被告人として起訴された犯人2人は、ともに自身の主導性を否定し「相手が主犯だ」と主張し合った。しかし第一審の福岡地裁小倉支部 (1982) は、発案および殺害の実行行為を2人の共同行為と認定。犯行の計画性の高さ・残忍さ、動機の悪質さなどに加え、2人がそれぞれ相手に責任を転嫁しようとしている態度を「反省がない」と指摘し、ともに死刑とする判決を言い渡した。福岡高裁 (1984) および最高裁第二小法廷 (1988) もそれぞれ原判決を支持し、1988年5月に2人の死刑が確定。死刑囚2人は、事件から17年後の1996年7月11日に福岡拘置所で死刑を執行された。
なお最高裁は1983年（昭和58年）7月に永山則夫（連続4人射殺事件の被告人）の第一次上告審で、「死刑の選択は、あらゆる情状を併せて考察し、罪責が誠に重大で、極刑がやむを得ないと認められる場合に許される」という量刑判断基準（いわゆる「永山基準」）を示した。同基準の下では結果の重大性（特に殺害された被害者の数）が特に重視されており、殺害された被害者が1人の事件の場合、死刑が確定した事例は少数に限定されているが、被害者1人の強盗殺人の場合は死刑が確定した14人のうち、本事件の犯人2人を含む大半（8人）は、当初から被害者の殺害を計画・決意していた者であり、死刑選択にあたっては殺人の計画性も重視されていることが判明している。本事件は「永山判決」以降、殺害された被害者が1人の死刑確定事件としては5件目（SとYは5人目および6人目）である。
本事件以前に被害者1人の事件で被告人2人が死刑に処された事例は、名古屋地裁で1968年（昭和43年）4月19日に言い渡されたタクシー運転手強盗殺人事件の判決が最後だった。また最高裁によれば、被害者1人の事件で複数の被告人に死刑が言い渡された事例は、本事件を含め主なケースで戦後11件目だったが、本事件以前では1964年（昭和39年）12月に死刑が確定した強盗殺人事件（被害者1人）の2被告人が最後の事例だった。このように本事件は死刑適用の限界事例とされ、死刑執行時には事件関係者から賛否両論の声が上がった（後述）。

### 略年表
| 年                  | 月日     | 出来事 |
| ------------------- | -------- | --- |
| 1979年 （昭和54年） | 11月4日  | 被害者Aが行方不明になる。Aは同日、SとYによってYの経営する「ピラニア」に監禁され、あいくちで瀕死の重傷を負わされていた。 |
| 1979年 （昭和54年） | 11月5日  | SとYはAに自宅への電話を掛けさせ、「2,000万円を持ってきてほしい」と伝えさせたが、金の受け取りに失敗。 同日13時ごろ、2人でAを殺害。その後、死体を京都郡苅田町のモーテル「泉」で死体をバラバラに解体。 同夜、2人は小倉港発松山港行きのフェリー「はやとも丸」 に偽名で乗船。航行中の船から死体を海（周防灘）に遺棄し、同月9日まで四国を旅行。 |
| 1979年 （昭和54年） | 11月7日  | Aの妻が小倉北警察署に夫の家出人保護願を届け出る。 |
| 1979年 （昭和54年） | 11月15日 | 大分県の国東半島沖でバラバラ死体が発見される。翌16日に指紋照合の結果、被害者Aと確認される。 福岡・大分の両県警が捜査本部を設置し、捜査を開始。 |
| 1979年 （昭和54年） | 12月15日 | このころまでにSとYへの嫌疑が強まり、福岡県警の特捜本部幹部会で、「犯人は2人に間違いない」と確認される。 |
| 1980年 （昭和55年） | 2月29日  | 福岡県警捜査本部、SとYを本事件の重要参考人として、恐喝未遂容疑（参照）で別件逮捕。 |
| 1980年 （昭和55年） | 3月7日   | 捜査本部が「ピラニア」の店内を強制捜査し、複数箇所から血液反応を検出。 |
| 1980年 （昭和55年） | 3月9日   | YがAの殺害などを自供。捜査本部は同月11日、2人を死体遺棄容疑で再逮捕。しかし、Yは再び否認に転じ、Sも引き続き容疑を否認。 |
| 1980年 （昭和55年） | 3月31日  | Yが全面自供。 |
| 1980年 （昭和55年） | 4月1日   | Sが「自分がAを刺した」と自供。 |
| 1980年 （昭和55年） | 4月2日   | 2人の自供通り、死体の切断に用いられた凶器（鉈・金切り鋸など）が発見される。捜査本部、2人を強盗殺人容疑で再逮捕。 |
| 1980年 （昭和55年） | 4月14日  | 福岡地検小倉支部、2人を強盗殺人罪・死体遺棄罪で起訴。 |
| 1980年 （昭和55年） | 6月3日   | 福岡地裁小倉支部（佐野精孝裁判長）で第一審の初公判。 |
| 1980年 （昭和55年） | 7月30日  | 国東半島沖でAの右脚が発見される。 |
| 1982年 （昭和57年） | 2月15日  | 国東半島沖でAの頭蓋骨が発見される。 |
| 1982年 （昭和57年） | 2月16日  | 論告求刑公判で、検察官が「2被告人は共同正犯で、刑事責任は同等」として、それぞれ死刑を求刑。 |
| 1982年 （昭和57年） | 2月23日  | 両被告人の弁護人がそれぞれ最終弁論を行い、事実上結審。 |
| 1982年 （昭和57年） | 3月16日  | 福岡地裁小倉支部（佐野精孝裁判長）、2被告人に死刑判決。判決後、2人は福岡高裁へ控訴。 |
| 1982年 （昭和57年） | 10月14日 | 福岡高裁第2刑事部（緒方誠哉裁判長）で控訴審初公判。 |
| 1984年 （昭和59年） | 1月23日  | 控訴審が結審。 |
| 1984年 （昭和59年） | 3月14日  | 福岡高裁第2刑事部（緒方誠哉裁判長）、2人の控訴を棄却する判決を宣告。判決後、2人は最高裁へ上告。 |
| 1988年 （昭和63年） | 4月15日  | 最高裁第二小法廷（香川保一裁判長）、2被告人の上告を棄却する判決を宣告。 |
| 1988年 （昭和63年） | 5月      | 5月17日付で判決訂正申立棄却の決定が出され、18日付で2人の死刑が確定。 |
| 1996年 （平成8年）  | 7月11日  | 福岡拘置所で死刑囚2人の刑が執行される。 |

## 加害者

### 死刑囚S
加害者S・Y（以下「S」／釣具店経営）は1946年（昭和21年）10月19日生まれ（事件当時33歳）。本籍地は北九州市小倉北区昭和町850番地の2、住居は小倉北区木町一丁目。事件当時は、「徳力釣具店」（小倉北区片野三丁目）を経営しており、妻と2人で平穏に生活していた。
Sは福岡県行橋市出身で、幼少期に病弱の父親と別れて生活し、母親によって女手1つで育てられた。幼少期に基本的な生活習慣・社会性が十分涵養されないまま生育し、高校時代に喧嘩や恐喝事件を起こしたが、成人後は（後述の新北九州信用金庫曽根支店への恐喝未遂事件を起こすまで）重大な前科・前歴はなかった。
1965年（昭和40年）に高校を卒業し、その後、国鉄の行橋機関区に整備係として就職したが、半年で退職し、鮮魚仲買業に転職した。その経営者の娘（前妻）と結婚し、1児の父になると、独立して飲食店を経営するようになったが、その店の従業員である女性と同棲するようになり、前妻と離婚した上で再婚。1971年（昭和46年）から「徳力釣具店」を経営するようになり、一時期は「北九州釣具店協同組合」の小倉支部長を務めていた。なお、1970年（昭和45年） - 1973年（昭和48年）ごろにかけ、「Oクリーニング店」（小倉南区徳力）の近くに在住しており、1971年ごろには妻が同店を利用していたことがあった。
事件後、獄中で熱心に写経に取り組み、控訴審判決までに17冊を書き上げていた。上告審判決前には、拘置所へ面会に来ていた弁護人に対し、母親（当時70歳代で、小倉北区内で一人暮らししていた）を気遣い、「お母さんのために何とか生きていたい」と涙ながらに訴えていた。

### 死刑囚Y
加害者Y・K（以下「Y」／スナック経営）は1952年（昭和27年）9月5日生まれ（事件当時27歳）。本籍地は北九州市戸畑区椎ノ木町96番地の2、住居は椎ノ木町9番10号。事件前まで、前科・前歴はなく、妻子とともに円満・平穏に生活していた。パーマの髪と口髭がトレードマークで、犯行時には髭を剃り落としていた。
Yの両親は終戦後、八幡から知人を頼って神奈川県に出たが、その知人に会えず、日雇いや店員などの仕事をして生計を立てていた。その後、神奈川県足柄下郡湯本町（現：箱根町）で長男Yが生まれると、1954年（昭和29年）ごろ、遠賀郡水巻町に戻った。両親は、日炭高松炭住街の人々を得意先として、鮮魚の行商をしていたが、Yが10歳（小学校4年生）のころ、炭鉱の閉山によって町の人口が減り、商売が不調になった。そのため、父は梱包会社に勤めるようになり、真面目さと努力が実ったことで課長にまで昇進した。母はYが5年生のころ、リアカーに魚を載せて行商をするようになったが、Yも小学校のころから高校卒業まで、苦しい家計を支えるため、母の鮮魚の行商を手伝った。
その後、Yは1965年（昭和40年）3月に水巻町立下二小学校を卒業し、水巻町立水巻中学校に進学したが、中学2年の時、卓球クラブで知り合った少年（家庭が生活保護を受け、少年院にも入った経験がある）と仲良くなり、空き巣の見張りをして、少年が盗んだ金を分前として貰ったことがあった。しかし、主犯の少年が侵入した部屋の中に汚物をしていたため、被害者の激怒を買い、Yは父親とともに小倉家庭裁判所で厳しく叱られた。この1件以来、Yは周囲から疑いの目で見られるようになったが、中学3年生に進級した際、担任が英語の教師に交代すると、その教師がYの過去の汚点を物ともせず対処してくれたことや、Y自身も英語が得意だったことから、再び活気を取り戻した。
1968年（昭和43年）、福岡県立水産高校製造科に進学。高校時代は、1年生の際にクラスの副学級委員を、3年生の際に新聞部長をそれぞれ務め、クラブの教諭の推薦で、保護司会が後援した西日本新聞社主催の弁論大会に、「人間失格」というテーマで出場し、地区予選まで残った。
高校卒業後、叔父（母の弟）が経営するタイヤ販売会社に就職し、1971年11月には4歳年上の妻と結婚。翌1972年（昭和47年）11月に長男が誕生したが、1973年にオイルショックの影響で経営が悪化したことから、退職して新たな仕事を探していたところ、高校時代の同級生からの勧めで、その友人の兄が経営していたスナックに務めることになった。1974年（昭和49年）8月以降、スナックやクラブなどのバーテン・店長などを経て、それらの経験を生かし、1978年（昭和53年）11月以降、自分の店であるスナック「ピラニア」を経営するようになった。
犯行後、逮捕されるまでに追及を免れようと、刑事訴訟法の解説書を読んだり、冤罪事件を扱った本を買い込んだり、免田事件や荒木虎美事件をスクラップしたりしており、逮捕後もそれらから得た知識を生かして、全面自供まで32日間にわたり、のらりくらりと追及をかわし続けた。一方、獄中では、身辺雑記や家族への手紙を書いたり、英和辞典を用いて洋書を読んだり、ハングルの勉強をしたりしていた。また、店を処分して300万円を工面し、これを遺族に対する慰謝料として払おうとしたが、受け取りを拒否されたため、財団法人犯罪被害救援基金に寄託した。上告審判決直前の時点で、Yは東京拘置所に収監されていたが、当時は落ち着いた生活を送りながら、『風と共に去りぬ』の原書を読んでおり、Yの両親も10分間の面会のため、毎週1回上京していた。

## 被害者
被害者である病院長A（61歳没）は、北九州市小倉南区津田（出生当時は小倉市）で生まれ、事件当時は小倉北区三萩野二丁目に在住し、同地で「A病院」を経営していた。家族は妻（当時57歳）と、歯科医に嫁いだ長女（同30歳）、独身の次女（同29歳）がいた。Aは事件当時、糖尿病の持病があり、インスリンを注射しないと生命に危険がある状態だった。
Aは旧九州医学専門学校（現：久留米大学医学部）を卒業後、1946年（昭和21年）から1959年（昭和34年）まで国立小倉病院に勤務。1960年（昭和35年）に「A診療所」を開業。当初は内科のみの診療所だったが、間もなく「A病院」に昇格させ、外科・小児科・放射線科を併設した。また、1974年（昭和49年）には医療品・医療機材の販売会社を設立したほか、マンションを賃貸する不動産会社「A興産」を設立。マンション6棟や借家などを所有していたほか、分譲住宅の販売なども行い、1977年度（昭和52年度）・1978年度（昭和53年度）には北九州市の長者番付3位に入っていた。A自身の資産総額は、三十数億円とされており、生命保険会社5社に対し、総額2億2,000万円の保険が掛けられていた。事件当時、Aは出身地の小倉南区津田に、豪邸（総工費は推定1億円近く）を建設中で、さらにその近くにも300戸程度のマンションを建設する予定だった。
このように多額の資産を有していたAは、小倉の繁華街における夜の豪遊ぶりが巷の噂になっており、飲みに出る際には派手な洋服や装身具に身を包み、芸能人や関取を大勢連れて行くなどしていた。また、地元の暴力団幹部2人と懇意で、田中組（工藤會の傘下組織）の組長であった田中新太郎（後述）も、Aと親交があった人物だった。一方、病院経営者としては真面目な性格で、看護師などが薬の空き箱を粗末にすると注意したりしていた。
Sは本事件以前の1978年10月初旬に交通事故で負傷し（後述）、同年12月27日まで約2か月間、Aが経営する「A病院」に入院したことがあり、その経営規模や、噂で聞いたAの豪遊ぶりから、「Aには相当の資産や収入がある」と推測していた。また、Yも別のスナックで店長を務めていた1975年（昭和50年）の末ごろ、同店に客として出入りしていたAと知り合い、A宅を訪れたり、贈り物を貰ったりするなどしていた（後述）。

### A病院
事件当時、Aの経営していた「A病院」は、外科・内科・小児科・放射線科を有していた大病院（ベッド数171床）で、他の病院が受け入れたがらない生活保護受給者や暴力団員も「人道的措置」と称して積極的に入院させることで、入院患者数を増やし、常時130人以上の入院患者がいた。これにより、病院は健保制度と医師優遇税制の恩恵を享受していた。しかし、常勤医師は院長A以外に1人しかおらず、入院患者の無断外泊や、飲酒・覚醒剤濫用、病院内での患者同士の喧嘩を発端とする殺人事件の発生などが問題視され、小倉医師会から入院患者の監督を十分行うよう、厳しい注意を受けたこともあった。特に事件発生より半年前（1979年5月）には、入院中の患者同士が飲酒して喧嘩し、1人が殴られて死亡する事件が発生していた。これに加え、警察に追われた暴力団員が逃げ込むような形で入院するようなこともあったため、「検察に『A病院』の診断書を持っていっても信用されないようになっていた」という証言もある。また、事件当時は老朽化が著しくなっており、A自身も佐賀県まで病院の後継者探しに出掛けていたほか、知人に対し、「マンションでも経営しながらのんびり暮らしたい」とこぼすなど、病院経営に疲れを見せていた。
「A病院」は事件後、院長であるAが死亡したことにより廃業。入院患者135人は別の病院に転院し、1979年11月28日、病院職員（事務員・看護師ら）35人も全員退職した。一方、遺された不動産会社は妻が継承した。なお、次女は1987年（昭和62年）3月17日、身代金目的の誘拐事件の被害に遭ったが、約12時間後に無事保護されている。

## 事件前の動向
Yは1975年（昭和50年）ごろ、自身が店長を務めていたスナック「カーニバル」を飲み客の1人として訪れていた被害者Aと知り合い、やがてAに自宅マンションまで連れて行ってもらったり、他の店に飲みに連れて行ってもらったりした。また、スナック「ビーナス」の店長を務めていた1976年（昭和51年）ごろには、店の客として訪れてきたSと知り合い、一度だけ狩猟に同道したことがあった。この時は、店長と客以上のプライベートな交際にまでは発展しなかったが、1979年春ごろ、Yは自分がたまに通っていたピザハウスの近くに、Sの釣具店があることを知り、その店主がよく「ビーナス」へ飲みに来ていたSだったことを思い出し、「ピラニア」に飲みに来るよう勧誘の挨拶に行った。当初、Sは水割りを少し飲んで帰る程度だったが、やがてYと一緒に、Yの馴染みのホステスの店に飲みに行くようになった。また、Yは自身の店「ピラニア」で、客商売のために魚のピラニアを飼育しており、その餌である金魚を購入するため、Sの釣具店からすぐ近くにある養魚場へ通っていたが、その際にSの釣具店にぶらりと立ち寄るようになった。

### SとYの接近
事件当時、Sの釣具店や、Yの経営するスナック「ピラニア」の売上は順調で、両者ともに約800万円余の債務を背負ってはいたが、ともに金銭的に困窮しているような状態ではなかった。しかし、Sは当時、スナックホステスの愛人が2人おり、外車を乗り回して繁華街のバーやスナックなどで飲酒し、遊興にふけることを好んでいた。
Sは1978年10月2日、北九州市内で対向車に衝突される事故に遭い、むち打ち症で自宅付近の「A病院」に入院。この事故ではS側に過失はなく、相手側から示談金200万円が支払われたが、それまで大衆的なスナックに通うことが多かったSは、示談金を得てから高級クラブに行くようになった。また、Sは院長のAに依頼し、自身に有利な内容の診断書を書かせ、保険会社から不当な保険金を受け取っていた。やがて示談金が尽きると、Sは店の売上金にも手を付け、釣り餌や釣具を卸していた問屋への仕入れ金も滞りがちになった。当時、Sは営業資金名目で借金約900万円を抱えており、店舗の移転資金も必要としていた。
SとYは1979年夏ごろから親しく交際するようになったが、Yは、小さな釣具店を経営するだけでしばしば飲み歩いているSを羨ましく思い、店の営業時間中から売上金を持ち出しては、Sとともに他のスナックなどに出掛けて遊び回るようになった。そして、2人とも真面目に働くことが嫌になり、急いで返済する必要のなかった負債を一気に返還すること、店の経営を拡大することや、高級車を購入し、働かずして遊興にふける安楽な生活を送ることを望むようになり、そのために必要な大金を得る手段を考えた。そのため、Sはスナック「散歩道」のホステス甲と情交関係のあった歯科医師を脅し、金品を脅し取ることを考え、Yを誘ってその準備をしていたが、実行するとそれが甲（元愛人に暴力団幹部がいた）に知れることを考え、計画実行を断念した。
このように犯罪を犯してまで大金を得ようとした理由について、Yは小佐野賢治や児玉誉士夫を引き合いに、「こんな大物の人たちも最初は悪いことをしている。それなら（自分たちも）と……」と述べている。

### Aの殺害計画
2人はそれに代わる計画として、本件犯行を思い立ち、地元で有名な資産家として知られていた被害者の病院長Aを標的とした上で、犯行場所をYの経営する「ピラニア」、犯行日時は11月4日（日曜日）の21時と定め、芸能人好きのAを「小柳ルミ子（歌手）を紹介する」と騙して誘い出し、散弾銃とあいくち（Sの持ち物）で脅迫して、店内に監禁する。そして、Aに家族への電話を掛けさせて大金を用意させ、それを奪った上でAを殺害し、死体をスチール製ロッカーに入れ、マンションで解体した上で、あらかじめ手配した瀬渡し船から海中に投棄する一方、Aの車を福岡空港付近に乗り捨てることで、Aが大金を持って失踪したように装うことにするなど、綿密な計画を立てた。当初は死体を解体後、車で鹿児島まで運び、Sが以前から利用していた鹿児島県川内市（現：薩摩川内市）の瀬渡し船をあらかじめ借り切り、甑島方面に向かう途中、海上で船長の目を盗んで死体を投棄する計画だった。
それらの計画を実行するため、YはAに連絡して11月4日に「ピラニア」に来ることを約束させた一方、死体の解体場所を手配し、Sも瀬渡し船を手配した。そして11月1日、2人は日曜大工道具大型店「ハンドメイクニシイ」（北九州市小倉南区葛原）で、Aを縛ったり、殺害後に死体を搬出・解体するための道具として、竹割鉈2本、金切り鋸1本とその替え刃4本、軍手2双、プラスチック製バケツ（45 L）、盆栽用のアルミ製針金（直径1 mm、長さ約10 m）、台所用の水手袋1双、ガムテープ1個を購入。それらに加え、棒たわし、洗剤、パイプクリーナー、タオル、ガーゼ、晒、ポリ袋、スチール製ロッカーなども事前に買い揃え、いずれも車に積み込んだり、散弾銃やあいくちとともにあらかじめ「ピラニア」店内に運び込むなどして、周到な準備をした。大金を得る手段の計画は、監禁したAに家族への電話を掛けさせ、大金をトランクに入れたA宅の車をホテルの駐車場に置かせた上で、車の鍵をホテルのフロントに預けさせ、その鍵を受け取って車ごと奪うというものだった。
Yの愛人女性乙は、「10月21日 - 22日にYとともに塚野温泉（大分県）へ旅行に行った際、Yから『11月の初めごろ、Sと一緒に鹿児島に物を運んだら億の金が入る（＝鹿児島まで死体を運び、海に投棄することを意味する）が、失敗すれば10年は覚悟しないといけないだろう』などと聞いていたが、旅行から帰った翌日に『その件はやめた』ということを聞いた」と証言しているが、福岡高裁 (1984) は、乙の証言などを総合して、「（1979年）10月20日以前の時点で、被告人らの間で被害者殺害の謀議がなされていたことが明らかである。」と認定している。また、Yは事件当日（11月5日）に予定されていた趣味の早朝野球への参加を断っていたほか、事件発生（11月4日）の3 - 4日前には家族らに対し、「11月4日から、鹿児島の甑島に釣り旅行に行く」と話していたが、釣り船を予約・キャンセルした痕跡はなかった。
一方、Aは失踪前（10月25日 - 11月3日まで）に会っていた知人や、遊興先のホステスなど約10人に対し、「11月4日に小柳ルミ子と会う」「小柳ルミ子とできたらスポンサーになって、多額の金を東京まで持って行かないかんだろう」「東京の有名歌手と会うから店に連れて来てやる」などと話しており、11月2日には、4日夜にデラックスルームの宿泊予約を取っている。しかし、小柳は11月1日 - 7日にかけ、東京・浅草の国際劇場でワンマンショーを開催中で、Aとは面識がなく、小倉に行く予定もなかった。

#### 恐喝未遂事件
また、Sは同年10月、新北九州信用金庫曽根支店（北九州市小倉南区下曽根三丁目）に対する恐喝未遂事件を起こしていた。
逮捕容疑によれば、Sは同店から金を脅し取ろうと考え、同年10月18日18時ごろ、知人の牛乳販売店主宅に同支店の得意先係を呼びつけ、「牛乳販売店が支店に依頼している牛乳自動販売機の集金額が、実際より3万円少ないが、どうしてくれる」と脅し、名刺の裏に「支店側に非があった」と書かせた上で、翌19日には同支店に押し掛け、支店長に名刺を示しながら「新聞記者に配るぞ」と脅し、支店長代理から現金30万円を恐喝しようとした。これを受け、支店長は自分の判断で30万円を支店側の知人に渡し、牛乳販売店主を説得しようとしたが、それを知った市内の暴力団幹部が、支店側の意思とは無関係に介入し、自ら肩代わりして牛乳販売店主に30万円を支払った。結局、Sは同支店から金を入手できず、恐喝は未遂に終わった。
同事件については、本事件についての嫌疑を掛けられたSとYの別件逮捕と同時に、牛乳販売店主も共犯として逮捕されたが、彼には本事件の嫌疑は掛かっておらず、10日間の勾留後に釈放された。また、Sは恐喝未遂罪で起訴された（1980年3月11日付）一方、Yは同事件については処分保留とされ、最終的には起訴されなかった。

## 事件当日
11月4日午後、Yは髭を剃り落として変装した。同日20時ごろ、SとYは「ピラニア」に行き、散弾銃とあいくちを出入口付近のカウンターに隠すと、Yはそのまま1人でAの来店を待った。一方、Sは20時30分ごろに店を出て、「エルザビル」横に駐車した自分の車の中で待機した。
Aは同日21時ごろ、「ちょっと出掛けてくる」と言って家を出て、21時10分 - 17分ごろ、「ピラニア」に来店した。その際はラメ入りの紫の上着、ダイヤ入りの高級腕時計（ピアーゼ：時価502万円）、ループタイ（170万円）および指輪（70万円）を着用していた。Yは「ピラニア」店内に入ってきたAに酒を勧め、Aから小柳のマネージャーへ渡す謝礼分として現金20万円を預かり、歓談しながらSの到着を待った。この時、預かった20万円はカウンター背後の壁面に設置してあった洋酒棚に入れて保管した。Sがそれからしばらくして店に現れると、Yから散弾銃を受け取り、実包を装填する仕草をした一方、YはAが逃げられないよう、店の出入口シャッターを閉め、あいくちを手にしてAの背後に回った。

### あいくちでAを斬りつける
Aは「Y君、何のまねかね」と問いかけたが、Sが両手に持った散弾銃の銃口をAに突きつけ、「やかましい、ぐずぐず言うな、ぶっぱなすぞ、服を脱げ」などと怒鳴りつけ脅迫。Aは所持金約75万円をカウンターの上に差し出し、上半身裸になったが、全裸になることを渋ったため、Sが「全部脱がんか」などと怒鳴った。それに対し、Aは不服そうに「こんなことをしてただですむと思うな」「（暴力団組長の実名を挙げて）俺に誰がついているか知っているんか」 などと文句を言ったが、Sは「ぶつぶつ言ったらはじくぞ」などと脅迫した一方、YはSの方を向いて立っていたAの背後から、Aの左斜め後方に近づき、あいくちの峰でAの首付近を軽く2、3回叩きながら「冗談でしよるんじゃないぞ」と脅迫した。
しかし、Aがあいくちを払いのけようとして左手を上げたため、Yはその態度に激昂し、後ろからあいくちでAの左脇腹付近を斬りつけ、左肺に達する深い切り傷を負わせた上で、Aに多額の金品を要求した。Aは絨毯上に血溜まりができるほど大量に出血し、苦しみながら「傷が肺に達しているから帰してくれ」「医者を呼んでくれ」と必死に哀願していた。しかし、S・Yはそのような状態のAに対し、タオルを当てて晒で巻く程度の手当てしかせず、（死亡するまで）約14 - 15時間にわたり、適切な医療措置を施さずに放置して衰弱させた。
この間、2人は止血のため、Aから奪った95万円の中から5,000円を遣っている。4日23時ごろ、小倉北区魚町（「ピラニア」にほど近い場所）のスーパーで、30歳前後の男（＝Y）が、ガーゼ6反（Aの死体に付着していたものと同種）と増血剤を購入していた。また、2人は血で汚れたAの身体を拭いた際、腕時計や指輪を取り外したほか、YはAをあいくちで斬りつけたのと前後して、洋酒棚に保管してあった20万円を、Aから脅し取った約75万円と一緒にしている（#控訴審も参照）。

### 大金奪取に失敗
その上で、SはAに対し、「金が手に入れば帰す」と言い、Aから「2,000 - 3,000万円なら用意できる」と聞き出した。翌日（11月5日）9時ごろ、SはAに猟銃を突きつけ、Aの妻に対し、「高い買い物をしたので、現金2,000 - 3,000万円を車のトランクに入れて、『小倉キャッスルホテル』（小倉北区室町）まで持ってきてほしい」と電話させた。この時のAの口調は、いつもと異なり、丁寧な口調だったというが、『西日本新聞』 (1980) はその理由について、「家人に身の危険を知らせようとする精いっぱいの努力だったろう。」と述べている。
しかし、本来はまず「金が要る」という電話を掛けさせ、次いで金が用意できたところで「ホテルに持ってきてくれ」という電話を2回に分けて掛けさせる予定だったが、Aが一度に話してしまった。そのため、2人は警察への通報を恐れ、11時ごろに再びAに電話を掛けさせ、妻に「都合で場所が変わった。金を受け取る場所を『ニュー田川』（小倉北区古船場町）にしてほしい」と伝えさせた。当初は、Aの妻に「ニュー田川」前に停めた車の助手席に金を置かせ、彼女が立ち去ったところでYが車を取る予定だったが、Aの電話に対し、妻が「駐車違反になる」と言ったところ、Aは自身の判断で「それならホテルのフロントに（現金を）預けなさい」と指示した。これに慌てたSは、次のYからの電話を待ち、Aに直接ホテルへ電話させるなどの新たな作戦を話し合うはずだったが、Yが相談しないままフロントに出向いたため失敗した。
11時30分ごろ、Aの妻は現金2,000万円を「ニュー田川」のフロントに預け、預り証を受け取って帰宅した。この時、Yは変装するため、Sの妻のヘアピースを着用し、かつらを被った上で、Aの妻を尾行しており、彼女が「ニュー田川」のフロントに金を預ける様子を確認した 上で、同日12時過ぎにフロントで「Aから預かっている荷物を受け取りに来た」と伝えたが、「貴重品なので、預り証がなければ渡せない」と断られた。この後、SはYからの電話を受け、新たな指示を出そうとしたが、Yは「もうだめだ。フロントに顔を見られてしまった」と言ったため、結局、2人は大金の強奪には失敗した。

### 殺害
その後、SはYに対し、「ここでやめれば2、3年ですむがどうかするか」と問うたが、Yは計画通り殺害する旨の意見を述べ、結局は2人とも逡巡することなく、計画通りAの殺害を確認し合った。
Aは「助けてくれよ、助けてくれよ」と懇願したが、2人は「家の近くまで連れて行って帰してやるから言うとおりにするように」と言って騙し、用意していたガムテープで体を縛り付けると、口にもガムテープを貼って声を上げられないようにした。そして、手足をガムテープで巻かれ、自由を失った状態のAを寝袋に入れ、11月5日の13時前、Aを殺害した。まず、Yが寝袋の上からAの頸部付近を両手で強く絞めたが、Aが足を動かしたため、いったん絞めるのをやめた。そこで、SがAに馬乗りになり、Aを動けなくした上で、YもAに馬乗りになった。そして、Yが再びAの首を強く絞めたところ、既に失血で衰弱していたAはさらに衰弱し、まもなく死亡した。

### 死体解体
Aを殺害してから2時間後、2人は死体を鉄製ロッカーに入れ、ロッカーをエレベーターで1階に下ろし、Sの所有する釣り客送迎用のトヨタ・ハイエースに積み込んだ。そして、2人は、京都郡苅田町のモーテル「泉」に入ると、それぞれパンツ1枚になり、鉈と鋸を使い、風呂場で死体を胴体と両手、頭、両足の3つに解体すると、それぞれガーゼ、ビニール袋、ポリバケツ、毛布などに包んだ。この時、Sは切り離した片脚を浴槽の水に入れ、沈むことを確認した。また、ガーゼで死体を包んだ理由について、2人は「死顔やバラバラにした死体を見ているうちに怖くなり、ぐるぐる巻きにして見えないようにした」と供述している。約2時間にわたる解体の途中、Yはこらえきれずに何度も嘔吐した一方、SはY曰く「鬼のような形相」をしながら、鉈を振り下ろしていた。
死体の解体後、2人は「泉」から小倉方面へ戻る途中、「昭和池」（北九州市小倉南区朽網、座標）にAの装身具（サングラス など）を、九州電力干拓地の池（小倉南区朽網、座標）に鉈や鋸などの凶器を投棄した。それらの作業の際、2人は指紋が付着しないよう、手袋を用いていたが、その手袋は干拓池の入口そばの草むらに捨てている。証拠品をそれぞれ分散して捨てた理由は、Sが「1か所にまとめて捨てると、発見された時に怪しまれる」と主張したためである。またYは装身具の中でも最も高価な腕時計（時価502万円相当）を捨てることについて「もったいない。後で換金できる」と反対していたが、Sは「足がつく」と言って腕時計も捨てさせた。このほか、死体の運搬に用いたスチール製ロッカーや寝袋、衣類などは北九州空港付近のゴミ焼き場（小倉南区）に捨て、四国に出掛けた後でSの知人である市の清掃職員にそれらを処分するよう電話で依頼した。職員はその日の夜、寝袋と衣服は焼却したものの、ロッカーは何者かに持ち去られていた。

### 死体遺棄
この日は鹿児島の海が時化ており、当初使うはずだった瀬渡し船が出港できなかったため、2人は死体を車に積み込み、同日夜に出港する小倉港発松山港行きのフェリー「はやとも丸」に偽名で乗船した。同日20時30分 - 21時ごろ、Sは車で砂津港（小倉港）に到着したが、車を乗せる船底のトラック用甲板の予約が埋まっていたため、誘導の係員からキャンセル待ちを指示された。しかしSは「どうしても乗りたい」と言って係員に千円札を何枚も渡そうとし、いったんは断られたものの、最終的に空き場所ができて乗船できることになるとすぐに乗船券を買いに行き、その係員へ密かに千円札3枚（3,000円）を渡したため、当時のSの様子について係員は「よっぽど乗船できて嬉しかったのだろう」と述べている。Sは左舷後部の甲板に駐車したが、その近くにあった丸窓（直径約30 cm）が死体遺棄の際に利用された。同船の航行中は原則、駐車甲板へは出入り禁止だったが、同夜は甲板につながるドアが施錠されておらず、甲板に出られる状態になっていた。乗船中、2人は夜通しひそひそ話をしており、よく起き上がっては階下に降りていたが、その様子を同室（マイクロバスを駐車した甲板の真上にあった2等客室）の乗客に目撃されている。
2人は乗船中の深夜1時ごろ、船倉のトラック駐車甲板から死体を海に捨てた。2人はまず駐車場所近くの丸窓から頭部と足を捨てると、Yが胴体を後部デッキまで運び、2人でロープにブロック（コンクリートブロックのおもり）を結びつけ、海に投げ込んだ。一方、ホテルで沈むことを確認していた足にはおもりを付けなかった。後にAの頭蓋骨や右脚が引き揚げられた地点は、大分県西国東郡香々地町（現：豊後高田市）の長崎鼻北方約10 km沖（おおよその位置） だが、その地点はフェリーなど大型船舶が航行する本船航路上である。
2人は奪った95万円から四国への旅費として14万5,000円を遣い、さらに四国へ渡った後で2人で各20万円を山分けした。残りの約40万円はSが保管することになったが、Sはその保管分も含めて全て飲みに遣ってしまった。

### 犯行後
11月6日5時、船が松山観光港に到着すると、2人は国道で約100 kmあまり南下し、愛媛県南宇和郡内海村（現：愛南町）のホテル「シーパレス宇和海」で休憩した後、同日は高知県宿毛市のホテルに投宿。その後、Yの髭が伸びるまで、四国で遊ぶことにし、翌日（11月7日）には松山市に引き返して道後温泉で2泊し、11月9日夜に砂津港へ戻った。2人はこの5日間の旅行について、取り調べなどに対し「気楽な釣り旅行。宿毛から釣り船に乗るつもりだった」と言っていたが、この間に行った釣りはわずか1回のみで、宿毛では釣り船を探した形跡がなかったばかりか、外出すらほとんどしていなかった。また、Sと同業者であった小倉北区の釣具店主は、『朝日新聞』の取材に対し、「Sは『砂津（小倉港）から四国行きのフェリーに乗って釣り旅行に行った』と言っていたが、（北九州から）四国に釣り旅行に行く場合、佐賀関から宇和島行きのフェリーに乗船するのが業界の常識だから、それだけで不審に思った」と証言している。
2人は犯行後、数々の隠蔽工作を図ったほか、捜査機関から嫌疑を掛けられると、互いに相談して自白しないことを誓い合った（後述）。四国旅行の間、2人は（船内のものを含めた）公衆電話を使い、計20回近くにわたり、北九州局番の電話（「ピラニア」や同店のホステスの家、自宅などへの電話）を掛けていた。特に5日夜には、Yが内装業者に電話を掛け、翌6日に「ピラニア」店内の絨毯のうち、トイレ付近の絨毯（30 cm四方、2箇所が血で汚れていた）を張り替えさせている。その後、Yは同月9日、「（張り替えた箇所が）目立つようなら、全体を取り替えてくれ」と依頼し、トイレ前付近の絨毯を総取替させたが、同月22日にも、「色違いが目立つ」と言って店内の絨毯を総取替させた上で、店の入口部分の一部（業者によって警察に提出された）以外は、「焼き捨てる」と言って受け取っていた。また、Yは業者に対し、「最初に張り替えた日を1日早めて、5日ということにしておいてほしい」とアリバイ工作を頼んでいた。
また、捜査が難航していると見るや、1980年1月下旬には、「Aの頭部（当時未発見）の存在場所を教える」と称し、Aの遺族から金員を巻き上げることを相談したほか、さらに多額の現金強奪も計画した。これは、Aから思うように現金を得られなかったためで、別の病院長も標的の候補に上がったが、最終的に2人は、日本銀行北九州支店に出入りしていた現金輸送車を襲撃することに決めた。その上で、Aから奪った現金の一部を準備資金（犯行道具の購入や下見費用など）にして、実際に現金輸送車のコースの下見にも出掛けており、Aの遺体が発見されて以降も度々謀議をしていたが、捜査の手が身辺に及び始めたことを知り、断念した。それ以外にも、九州労災病院（小倉南区葛原）の給料を奪うことを考え、Yが患者になりすまして同病院を偵察したり、事件の証拠物が保管されていた大分県警察学校内鑑識課分室に侵入し、有力な証拠品とされていた死体を包んでいた毛布（Sのネームが入っていた）を盗み出すことや、それができない場合には建物に放火することで、証拠隠滅を図ることも計画したりしたが、後者は警備の厳しさから断念している。

## 捜査

### Aの妻からの届け出
一方、Aの妻（当時57歳）は夫が帰宅しないことを心配し、同年11月7日夕方に弁護士を同伴して、小倉北警察署へ家出人保護願を出した。その届出を受け、福岡県警察と小倉北署はAが事件に巻き込まれた可能性も考え、家族などから事情聴取するなど、捜査を開始した。しかし、同月7日 - 10日にかけて聞き込みを行ったところ、「Aが夜の街を歩いていた」「小倉駅の新幹線ホームで見た」などといった目撃証言が相次いだ。これらの証言は日付の記憶違いや、Aとよく似た人物を見間違えたことによるものが大半だったが、捜査陣はそれらに振り回される結果となった。また、Aの親族は警察だけでなく、地元の暴力団関係者にもAの捜索を依頼しており、その申し出を受けた組員らが北九州市内で聞き込みなどを行っていたほか、死体発見後には暴力団組長ら数人が、高級外車に乗って「A病院」に駆けつける姿も目撃されている。
11月12日（死体発見前）、Aの妻に対し、「院長の代理のY（加害者Yと同姓）」を名乗る男から「博多の全日空ホテルに、2,000万円と糖尿病の薬を持ってきてほしい。警察に言うと、これが最後になるぞ」など、金品を要求する電話が複数回掛かった。この電話を掛けてきたのは、全国を股にかけた「偽刑事事件」の犯人として、同年末に築地警察署（警視庁）に逮捕された男であり、本事件とは無関係だった。彼はAの失踪事件を知り、便乗してAの家族から金品を騙し取ろうとしており、「Y」の名前も出鱈目に名乗ったものでしかなかったが、応対したAの妻は、その声が自身や夫と面識のあったYとは違うことを感じ、事情聴取に来た生嶋甚六警部補（後にYから全面自供を引き出した）にこのことを相談していた。

### 死体発見
Aが失踪してから11日後（捜査開始から5日目）の11月15日15時ごろ、大分県国東郡国東町（現：国東市）の「来浦海岸」沖約600 mのノリ養殖場で、作業中の漁師2人が不審な漂流物を発見。船で海岸まで曳航し、針金・ナイロンロープを解いて中身を調べたところ、毛布などに包まれた頭部と両足のない人間の死体（胴体）が出てきたため、同日16時50分ごろに国東警察署へ届け出た。国東署と大分県警察本部鑑識課で死体を調べ、永田武明（福岡大学医学部法医学主任教授）の執刀により、司法解剖が行われた。翌16日夕方に指紋照合の結果、身元はAと確認された。これを受け、福岡県警は本部（捜査一課）から捜査員を出動させたほか、小倉北署長を本部長とする100名の特別捜査本部（「小倉北区の病院長殺人ならびに死体遺棄事件捜査本部」）を小倉北署に設置。大分県警も、国東署に「来浦海岸漂着死体殺人事件捜査本部」を設置した。翌17日、事件の重要性・広域性に着目した九州管区警察局は、「広域重要事件捜査要綱」に基づき、本件を九州管区認定1号事件に指定、両県警による合同捜査が開始された。
Aが生前、派手な女性関係を有して豪遊していたことから、捜査本部はAと愛人関係にあった女性たちや、暴力団関係者が犯行に関与していた可能性を疑ったが、捜査線上に上がった人物はいずれも無関係だった。また、Aと関係を有していた女性十数人が、私生活のプライバシーが表面に出ることを嫌がり、多くを語らなかったことなどから、聞き込みは難航した。初動捜査が難航していた背景について、地元の新聞記者は『週刊文春』（文藝春秋）記者からの取材に対し、「Aが逮捕状の出ている組員に偽の診断書を書いて入院させ、警察が手出しできないような状態にすることが何度もあったので、警察もAに反感を抱いていた」という旨の証言をしている。その間、事件は世間からの注目を集め、週刊誌やテレビのワイドショーでも盛んに取り上げられたが、ある主婦を「Aの愛人」扱いした女性週刊誌や、事件後に固く口を閉ざした家族に疑惑の目を向けるような番組もあった。
また、死体の丹念な処理具合から、計画的な動機的犯行であることが示唆されたが、物証の少なさから、捜査本部はその動機そのものを絞り込めず、「暴力団絡み」という可能性が示唆されたことも、夜の街特有の口の堅さを誘い、捜査の壁となった。県警や報道機関には事件を推理した電話として、「犯人は元看護婦の女性だ」「（Aの心臓に血液が残っていなかったことから）医療関係者が犯人だ」という憶測の情報も寄せられたが、捜査員たちは事件の性質から、小倉北区の夜の街で聞き込み捜査を続け、身銭を切って高級クラブを訪れた捜査員もいたほどだった。それ以外にも、福岡県警の捜査本部は、失踪直後のAの足取りを特定するため、北九州・京築地区のタクシー四千数百台（運転手9,000人余り）をはじめ、北九州や福岡の芸能界に通じた人物まで、広範な聞き込みを行った。

### 2人が捜査線上に浮上
すると、Aが失踪前、複数の知人に対し「4日に小柳ルミ子と会う」などと話していたことが判明したため、捜査本部開設から1週間後（11月23日ごろ）には、Aに対し、小柳の話を持ち込んだ人物が失踪の鍵を握っていることが浮き彫りとなった。また、事件の遺留品は、大分県警が採取・保管した死体梱包資材しかなかったが、大分県警は遺留品の製造元・販売ルートを、福岡県警は北九州市内の卸元・小売店の解明にそれぞれ重点を置き、それぞれ捜査を進めた。

#### Sが浮上
福岡県警捜査一課刑事調査官付の灰塚照明警部は、犯人特定の資料として、「S」の洗濯ネームが入った黄土色の毛布に注目。クリーニング店の記号（丸囲み文字の「37」）から、小倉南区徳力の「Oクリーニング店」が浮上した。また、死体の梱包に用いられていたロープ、タオル、ガーゼ、針金などは、いずれも小倉北区内で入手可能なものであることが判明したため、日ごろのAの生活行動区域から考えても、犯人が同一地域に居住している可能性が強まった。
そのような状況の中、11月22日には、Aをよく知っていたクラブのホステスが捜査員に対し、「Sという男がおかしい。8月ごろ、Sが『どうしたらAと会えるか』『診断書を書いてもらいたい』と言って執拗に探していた」と証言した。Sは当時、釣具店を経営していたが、かつては徳力の「Oクリーニング店」付近に住んでいたこと、そして遺留品のロープが釣り用で、Sの店にも仕入れられていたことが判明。また、Sには「A病院」への入院歴があったものの、当時は既に診断書を書いてもらっており（先述）、Aへの用事はないはずにもかかわらず、診断書を口実にAの動向を探っていたことになるため、Sへの嫌疑が深まった。さらに、死体を梱包していた毛布と似た色の毛布が、事件から約1か月前の時点で、Sの所有するマイクロバス（釣り客の送迎用）の車内に積まれていた事実や、事件後にはその毛布がなくなっており、マイクロバスには別の毛布（前の毛布より色がやや薄いもの）が新たに備え付けられていた事実も判明した。

#### Yが浮上
一方、Aの妻からも彼の交友関係を聞き出し、浮上した人物をくまなく調べていったところ、Aが生前頻繁に通っていたスナック「ピラニア」の経営者だったYの存在が浮上。以下のような不審点が判明した。
- その「ピラニア」にSが頻繁に出入りしており、2人とも事件当時のアリバイがない[注 67][173]。
- 事件当日（11月4日）、Y宅では長男（当時7歳）の誕生日パーティーが開かれたにもかかわらず、子煩悩な性格とされるYは同日から「釣りに行く」と称して先に家を出[66]、パーティーに出なかった[205]。
- 11月5日22時に小倉港を出港した松山港行き「はやとも丸」（途中で死体発見現場付近の国東半島沖を通過する）の乗船車両名簿に、Sの所有するハイエース（マイクロバス）のナンバーが記載されていた[173]一方、2人は行き・帰りとも偽名で同船に乗船していた[206]。
- Aの失踪後、「ピラニア」が室内装飾業者へ依頼し、3回にわたって絨毯を張り替えさせていた点[注 48][173]。その絨毯はまだ取り替える必要性がなかったにもかかわらず、Yは「はやとも丸」の船中や四国から「ピラニア」やホステス宅などに頻繁に電話を掛け、急いで交換させていた[58]。Yは絨毯を張り替えた理由について、取り調べで「4日深夜、店で飼っていたピラニア（魚）の餌やりに行った際、泥棒と格闘になったので刺し、その血が床についた。その晩は店に泊まり、Sと翌5日夕方、四国旅行に出掛けるまで店にいた」という趣旨の供述をした[205] が、店の扉は二重ロックで[66]、店の近くから救急車で病院に搬送された人物はいなかった[205]。

生嶋は事件発生後、頻繁に関係現場に足を運び、自ら聞き込みを積極的に行うなどして情報を集めていた。彼は、死体発見前にAの妻に脅迫電話を掛けてきた男の一件で「Y」の名前を聞かされていた（前述）ことから、11月29日夕方、「念のため」とY宅へ事情聴取に出向いた。当時、捜査陣はYとAが知人関係にあることを把握していたが、Yはこの時、狼狽しながら、Aとの関係について「『ピラニア』開店時に一度客として来たぐらいで、近ごろ会ったことはない」と嘘を言っていた。また、捜査員から尋ねられてもいないのに、事件当時の行動について、「5日から9日まで、釣り友達のSと一緒に、四国へ釣りに行っていたが、魚は釣れず、道後温泉に行った」と話したが、生嶋はそのYの態度に不審を抱いた。

#### 四国での聞き込み
生嶋以下、捜査員4人は11月30日夜、「はやとも丸」に乗船し、事件当時の2人の足取りを探るため、12月3日まで四国で聞き込み捜査を行った。この捜査には、小倉北署のベテラン刑事だった国武俊伸巡査部長も同行していた。2人が途中で休憩した「シーパレス宇和海」で、一行は支配人から、「2人は『休憩させてくれ』と言っていたが、相当疲れていたようで、部屋に案内したら勝手に布団を敷いて寝ていた。また、途中で何度も北九州に電話し、『金の工面がつく』『心配せんでいい』など、怪しい会話をしていた」という証言を得た。その後の聞き込みでも、2人は四国旅行の間、頻繁に北九州への電話を入れていたこと、ほとんど釣りをしていなかったこと も、それぞれ判明した。
また、国武は四国に向かう途中、船が姫島沖を通過する際、船内がほとんど暗くなっていたことから、「これなら、人目につかずに死体を捨てられる」という心証を抱いた。帰路、捜査員が「はやとも丸」の船長に対し、11月5日夜に「はやとも丸」（松山行き）から死体を投棄した場合の漂着地点について尋ねたところ、船長は当時の航海日誌（海流・気象状況を4時間おきに記録）から、「『はやとも丸』は1時15分ごろ、姫島北方4.3 kmの海上を航行する。もし1時前後に死体を捨てると、当日は北西の風が、7日 - 10日には東の風が吹いていたので、国東半島東岸（死体発見現場）に漂着するだろう」という仮説を述べた。

### 2人の動向
このように、SやYの潔白を証明する証拠は出てこなかった一方、2人への疑念を強める証拠が次々と出ていたことから、事件から約1か月が経過した12月15日に開かれた特捜本部幹部会は「（犯人は）SとYに間違いない」と確認した。同月21日には、福岡・大分両県警の捜査本部が福岡市内で初の合同捜査会議を開き、情報交換の一層の緊密化を確認した。しかし、この時点では決定的な物証どころか、「完全犯罪」を狙ったことを窺わせる犯行の動機も、2人の身辺からは浮かんでこなかったため、強制捜査に踏み切ることはできず、同月23日には田中新太郎（工藤会田中組組長）殺害事件（後述）が発生したこともあって、捜査員の疲労は日ごとに増していった。
一方、洗濯ネームの「S」という苗字から、2人の存在が浮上して以降、報道陣が「ピラニア」を訪れ、Yから四国旅行の目的などを聞き出そうとするようになったが、2人は自分たちに嫌疑が掛かっていることを知り、事件発生から別件逮捕までの約100日間にわたり、互いに口裏合わせをしたほか、知人たちとのアリバイ工作を図った。Sは逮捕前、朝日新聞西部本社の記者に対し、「11月5日は自分の店に1日中いた」と話し、12月ごろには、自宅に来た記者に対し、約3時間にわたって潔白を主張し、同席した妻もそれに相槌を入れていた。しかし、1980年に入ったころには、Sの主張する「アリバイ」とは異なり、11月5日の12時50分ごろには「ホテルニュー田川」と「ピラニア」の中間地点の駐車場付近に、Sの車が駐車してあったことや、その約3時間後には「ピラニア」の前にその車が回されていた可能性があることなど、不審点が判明していた。
同年11月末、話し好きなYが報道陣に対し、多くを話してしまったことを知ったSは、電話でYに対し「いらんことをしゃべるな」と注意した上で、「気分がむしゃくしゃするから、飛行場（北九州空港）にカラス撃ちに行こう」と提案した。しかし、「1人で行ったら、Sに殺されるのではないか」と考えたYが、翌日に女友達を連れてやってきたため、Sは激怒し、カラスを撃てなかった八つ当たりとして、Yに散弾銃の銃口を向け「ぶっ殺してやる」と凄んでいた。また、Yが取材を受けていた際に突然Sが報道陣の前に現れ、「俺が話すから、これからYに近づくな」と抗議してきたこともあった。一方、2人は報道陣に対し、「（Aが）殺されたのは5日でなく7日」と言ったり、知人たちに「5日・6日生存説」を吹聴したりしていた。また、Yは知人らに対し、極度に憔悴しながら「警察に逮捕される」と話していた一方、携帯無線機で警察無線を常時傍受し、常にSと行動をともにするようになり、Sもゴミ出し日（12月13日）に自宅から出したゴミを（毛髪を入手しようとした）捜査員が収集したことを把握し、次のゴミ出し日からゴミを出さなくなった。
捜査本部内部では当初、「早く2人を逮捕すべきだ」という声も上がっていたが、当初は決め手になる物証を欠いていたため、慎重に調べを進めて容疑を固めようとしていた。しかし、1980年に入り、S・Yの両者と報道関係者とのやり取りが活発化し、2人が証拠隠滅やアリバイ工作をする危険性が強まったため、2月には「これ以上の（逮捕の）延期は、一線の士気に関わる」「早く逮捕しなければ、2人のガードは固まるばかりだ」という声が上がり始めた。一方、2人が10月18日、新北九州信金曽根支店への恐喝未遂事件を起こしていたことが判明。2月16日、石村義富捜査本部長（小倉北署長）が県警本部に出向き、本部刑事部長との協議を行った結果、別件の恐喝未遂容疑と、本件の死体遺棄容疑の両方の資料が揃い次第、2人を逮捕することが決まった。
一方、Yは逮捕の2日前（2月27日）の早朝、自殺するつもりで若戸大橋の上をうろついていたが、寒い中で2時間近くも橋上をうろついていたことを不審に思った日本道路公団若戸大橋管理事務所の職員から声を掛けられたため、自殺を断念して帰宅した。自殺を考えた理由について、Yは取り調べに対し、「店に出ても面白くないし、客も疑いの目を向けてくる。Sからも『あまりしゃべるな』と口うるさく言われるので死のうと思った」と述べている。

### 別件逮捕
福岡県警の捜査本部（捜査一課および小倉北署）は1980年2月29日、本事件の重要参考人として、S・Yの2人を、新北九州信金曽根支店に対する恐喝未遂容疑の被疑者として別件逮捕した。当初は新聞の予告記事を警戒し、同日午後に逮捕する予定だったが、当日朝に新聞で報じられたことから、捜査本部は急遽予定を繰り上げ、福岡地裁小倉支部に急いで逮捕状の請求へ向かった。
同日、各紙の西部版朝刊で「2人を別件で追及する」などの報道がされたが、同日6時10分、Yは自宅に朝帰りした際、待ち構えていた報道陣を自宅近くの金比羅山まで誘導し、記者会見を行った。約10分間の会見終了後、Yはラジオで自分への逮捕令状が出ている旨を知り、出頭するため小倉北署へ向かったが、その際に『毎日新聞』（西部本社）の記者がチャーターしていたタクシーに乗車し、同紙記者からの質問に対し「（A殺害は）絶対にやっていない」とアリバイを主張した上で、フェリー乗船名簿で偽名を使った理由については、「フェリー会社の人から『予約していたのに、車が乗用車からマイクロバスに変わっている』と言われて受け付けてもらえず、むしゃくしゃしたから」などと弁明した。

#### 別件逮捕後
S・Y・牛乳販売店主の3人は逮捕前、恐喝未遂事件について口裏合わせを行っており、当初は取り調べに対し、3人とも「損害を受けた金を賠償してもらっただけ」「恐喝した金は全額、牛乳販売店主が受け取った」という主張で一致していた。しかし、その後の取り調べで牛乳販売店主は「実は10万円しかもらっていなかった」と供述を翻し、Yも「全額を牛乳販売店主に渡したわけではなく、一部はみんなでスナックに飲みに行って遣った」と供述した。
捜査本部は翌3月1日、2人を福岡地方検察庁小倉支部へ送検し、2日には福岡地方裁判所小倉支部が、2人を10日間にわたり拘置することを認めた。これに対し、2人の弁護人である高向幹範弁護士（後に第一審でYの弁護人を担当）は3日付で、「2人には明らかに恐喝の意思はなく、本事件（殺人・死体遺棄事件）の嫌疑を掛けられてはいるものの、捜査が身近に及んだことを知ってから3か月も逃げ隠れせず、今後逃亡や証拠隠滅を図る可能性も低い。本事件のために利用された不当な別件逮捕・拘置だ」として、拘置理由開示を求めたが、福岡地裁小倉支部（池田克俊裁判長）は同月7日、「捜査記録から、2人は罪（恐喝未遂）を犯しており、証拠隠滅・逃亡の恐れがある」という理由を示し、高向からの理由の具体的根拠の釈明を求める要求も、「捜査の秘密もあり、応じられない」との理由で退けた。
逮捕後、Sが主犯格と目された一方、気の小さい性格だったYは身柄を小倉南警察署へ移送された。しかし、2人はそれまでの報道や、逮捕容疑が本事件に関連するもの（殺人や死体遺棄）ではなかったことなどから、自分たちがAを殺害したことに直結する証拠を警察に把握されていないことを知っており、別件逮捕されて以降も「自供さえしなければ大丈夫だ」と考えていた。Yは、事件当日（11月4日夜）の行動について、「Sと一緒にサウナに入った後、女友達の家に泊まった」とアリバイを主張して容疑を否認し、Sも頑強に黙秘を続けた。そのため、捜査本部は別件逮捕以降、2人への取り調べを進める一方、慎重に物的証拠の見極めを続けた。

### Yが一部自供
捜査本部は3月7日、家宅捜索令状と鑑定処分許可状を取って「ピラニア」の店内の強制捜査を行い、店の床の部分など複数箇所から血液反応を検出した。また、S宅やSのマイクロバス、Yの女友達の家なども捜索対象となり、毛髪などが採取された。この捜索は、Aに対する死体遺棄容疑で行われたため、それまで2人を匿名で報道していた新聞各紙は、「A殺害事件に関連する死体遺棄容疑が強まった」として、実名報道に切り替えた。
しかし、その後もSはポリグラフの検査を拒否し、検査に応じたYも頑なに否認を続けた。Yは3月7日、ポリグラフ検査を受けることに同意し、小倉南署で検査を受けた、この時、Yは犯人しか知り得ない情報（Aが事件当時着ていた下着＝褌など）について質問を受けると、異常な反応を見せるなどした が、その後も否認を続けた。
また、当初はホテルに金を受け取りに来た男について、ホテルの従業員が「SやYとは違う男だった」と証言したことや、11月4日深夜に小倉北区内のスーパーへ大量のガーゼを買いに来た男がいたことなどから、「第三の男」の関与の可能性も囁かれていたが、百数十人を対象とした捜査でも、別の共犯者の存在を示唆する証拠は出てこなかった一方、Yはポリグラフ検査を受けた際、「犯人は何人か」という質問で、「2人」に大きな反応を示した。結局、金を受け取りに来た男や、大量のガーゼを買っていた男の正体は、口髭を剃り落としたYだったことが判明した。
3月9日になって、Yはそれまでのアリバイ主張を翻し、自分がAを殺害したことや、「はやとも丸」船内や宿泊先から「ピラニア」、絨毯の交換を依頼した内装業者などに複数回電話した旨などを自供した。この時、Yは興奮状態となり、調べの途中で湯呑を割り、発作的にその破片を首に当てて自殺を図るなどしたが、かすり傷のみで出血はほとんどしなかった。

#### 死体遺棄容疑で逮捕
同日、「ピラニア」店内から検出された血液についても、福岡県警犯罪科学研究所での鑑定により、「人血で、血液型は被害者Aと同じAB型である」という結果が出た。これを受け、捜査本部は3月10日に死体遺棄容疑で2人の逮捕状を取り、恐喝未遂での拘置期限が切れる翌11日、2人を死体遺棄容疑で再逮捕した。
その後、Sは引き続き容疑を否認したほか、いったんは自供したYも再び否認に転じた。Sは当初、Y以上に強硬な態度を取り続けていたが、調べが進むにつれて、当初取っていた横柄な態度から一転し、平身低頭な態度を取るようになり、調べが核心に触れた際に涙を見せたり、被害者Aの死体の写真を捜査員から見せられ、動揺を見せたりするようになった。捜査本部は、3月14日に2度目の拘置延長が認められ、翌15日から丸1日続けて取り調べができるようになったことを機に、Yの供述の矛盾点を追及、Yは「（4日夜、店に侵入してきたので刺した『泥棒』とは）Aのことだ」と認めた。その後、Sは「5日は1日中家にいた」というアリバイ主張を翻し、「2、3回街に外出した」と供述したが、外出先については「覚えていない」と主張した。

### 全面自供
2人はいったん自供しかけたものの、その後否認を続け、4月2日の拘置期限切れが迫っても、捜査本部は2人がAを殺害したことを裏付ける決定的な証拠を得ることができずにいたことから、福岡地検小倉支部との協議の末、とりあえず2人を勾留期限の切れる2日に死体遺棄罪で追起訴し、起訴後拘置しながら取り調べを継続する方向で検討していた。一方、3月27日には、警察庁科学警察研究所から、「死体に巻きつけられていたガーゼの内側に付着していた毛髪20本のうち、1本は血液型を含めて、Sの妻と完全に一致した」という結果が出ていた。ガーゼの内側に付着していた毛髪は、犯行時に付着した可能性が高いことや、犯行当時、Yが変装用にSの妻のヘアピース（Sの妻の毛髪が付着していた可能性が高い）を着用していたことから、有力な物証となった。しかし、福岡高検の関係者からは、「現時点では死体遺棄容疑でさえ、公判維持は難しい」という慎重論も上がっており、同月31日の検察捜査会議では、処分保留とすることも含めて検討されていた。
3月31日夜、Yは取り調べにあたっていた生嶋甚六警部補と、国武俊伸巡査部長に対し、泣きながら「今まで嘘を言って申し訳ありませんでした」とすがりつき、「Sと共謀し、『ピラニア』店内にAを騙して誘い込み、SがAを何度も刃物で刺して殺害した。その間、自分が『ホテルニュー田川』へ金を取りに行ったが、預り証がないため渡してもらえず、失敗した。死体の解体もSが実行し（自分はもっぱら死体を押さえていた）、死体はフェリーから海に捨てた」と全面自供を始めた。生嶋がYに対し、自ら見聞きして調べた情報を粘り強くぶつけ、「かわいい坊や（当時7歳の長男）のためにも本当のことを言ってくれ」と諭したところ、Yは激しく動揺を見せながら自供に至った。事件発覚からこの日まで（約5か月間）に投入された捜査員の人数は、6,700人におよんだ。
Sの取り調べは、島伍助巡査部長が担当していた。Yの自供に続き、翌4月1日、Sも取調官からYが自供した旨を聞かされ、同日13時に「自分がAを刺した」と自供。その自供内容は、Yとほとんど同じ内容だった。Sは全面自供後、捜査員に対し「いきなり本件の死体遺棄か殺人で逮捕されていたら、2、3日で自供していただろう。別件で逮捕されたから『逃げ切れるかもしれない』と思い、『自分からは絶対に自供しない』と心に決めていたが、Yが全面自供したら自分も自供するつもりだった」と吐露している。一方、2人は自供後も、「殺人ではなく傷害致死だ」と主張していたが、捜査本部は遺体運搬用のロッカーや、切断用の凶器まで事前に用意した計画性の高さから、計画的殺人と断定した。

#### 強盗殺人容疑で逮捕
また同日、Yを「昭和池」付近に連行して実地検証したところ、自供通りAのサングラスが発見された。さらに4月2日10時から、2人の自供に基づいて「昭和池」と干拓地の池（小倉南区朽網）で大規模な捜索を行ったところ、潜水した機動隊員により、干拓地の池の底（水深約2.7 m）から死体の切断に用いられた凶器（ガムテープで巻かれた鉈2本と金切り鋸、替え刃3本）が発見された。同日15時過ぎ、2人は捜査本部によって強盗殺人容疑で再々逮捕された。全面自供後、YはAに対する謝罪の言葉を述べ、「生まれ変わりたい」と髪を切り、髭を剃っていた。
同月8日午前、「ピラニア」で殺害方法を検証するため、捜査一課と小倉北署の捜査員約60人を動員した現場検証が行われ、SとYもそれぞれ個別に立ち会った。さらに同日13時過ぎからは小倉北署の当直室で、死体の切断場面の検証が、夜には砂津港に係留されていた「はやとも丸」の船内で、死体遺棄の検証が、それぞれ行われた。
なお、捜査終了後の同年7月30日には、長崎鼻の北方約10 km沖で、操業中の漁船の底引き網に、切断された成人の右脚がかかり、後にAのものと確認された。また、1982年2月15日（論告求刑公判の前日）にはそれとほぼ同じ地点（海底約30 m）で、人間の白骨化した頭蓋骨が引き上げられ、自らAの歯の治療を手掛けていた娘婿の歯科医により、Aの頭蓋骨と確認されている。一方、左脚は第一審判決が言い渡された時点でも未発見のままだった。

## 刑事裁判
福岡地検小倉支部は1980年4月14日、S・Yの被疑者2人を共同正犯として、強盗殺人・死体遺棄の罪で福岡地方裁判所小倉支部へ起訴した。起訴後の4月17日、2人の身柄は小倉拘置所へ移されたが、同拘置所は2人の自殺を警戒し、シーツを貸与せず、7分間隔での監視を行った。
恐喝未遂事件における被告人Sの初公判は、1980年4月8日14時30分から福岡地裁小倉支部（福嶋登裁判官）で開かれた が、Sは罪状認否で、「脅し取ろうとしたのではなく、集金の不足分を弁償してもらうためだったに過ぎない」と述べ、恐喝の犯意を否認。同事件は後に本事件の審理と併合された。
2人は全面自供後も、強盗殺人罪の法定刑が死刑か無期懲役しかないことを知らず、Yは「（刑務所から）出る時は、（当時7歳の）息子は中学生か」と漏らしていた。また、小倉拘置所に入所した直後は、接見した知人に対し、犯行直前の自分の行動について有利な証言を依頼したため、福岡地検小倉支部により、起訴後としては異例となる接見禁止の措置を取られた。一方、起訴後には拘置所の職員に対し、自分たちへの量刑を気にするような発言をしていた。Yの父親は、息子の自供後、被害者Aの冥福を祈るために自ら位牌を作り、毎日線香を上げていたが、4月15日に小倉南署で息子と接見した際には、「A先生の位牌の他に、お前のも用意してある」という言葉を掛けている。

### 第一審
第一審における事件番号は、昭和55年(わ)第151号および昭和55年(わ)第249号。
1980年6月3日に福岡地裁小倉支部（佐野精孝裁判長）で、両被告人 (S・Y) の初公判が開かれ、罪状認否で2人とも犯行を認めた。しかし、検察官が冒頭陳述で「実行面では終始、被告人Sが主導した」と主張した一方、被告人Sは「首を絞めたのは自分ではなく、Yだ。被害者への脅迫は（検察官の主張とは異なり）自分の単独ではなく、Yと2人で行った」と主張した。被告人Sの弁護人は吉永普二雄が、被告人Yの弁護人は高向幹範がそれぞれ担当した。
続く第2回公判（7月1日）で実施された関係調書をめぐる認否では、両被告人とも、それぞれ互いに相手の調書に同意しなかった。第3回公判（7月10日）では、検察官がYの女友達（当時22歳）と、Aの遺体を解剖した医師を証人として申請したほか、物証49点（遺体を包んだ毛布や、Sの猟銃、凶器の鉈など）を提出した。
初公判以降、公判は計31回にわたって開かれたが、Sは「自分は殺すことまでは考えていなかったが、Yがあいくちで斬りつけ、殺害した」と、Yは「事件を主導したのはSで、自分はその命令に従っただけ」と主張し、互いに相手を「嘘つき」と非難するなど、自身の主導性を否定した。このように2人が互いに自身の主導性を否定する態度を、検察官は「責任のなすり合い」と非難し、福岡地裁小倉支部 (1982) も死刑選択の理由の1つとして、このように2人が自己の刑事責任を軽くするために責任のなすり合いをしたことを挙げている（後述）。
1982年（昭和57年）2月16日の公判で検察官による論告求刑が行われ、検察官は両被告人を共同正犯と位置づけ、それぞれ死刑を求刑した。主任検事の小高譲二は同日の論告で、2人の証言の信憑性について、「Yは自身に不利な点も供述している上、その証言はYの女友達（事件直後、Yから犯行を告白された）の証言と一致していることからSの供述より信用性が高い」と指摘した。その上で、「事件を発案し、Aをあいくちで斬り付けた人物はSだ」と位置づけたが、凶器の準備、および殺害行為は2人が共同で実行したと主張。Yについても、Aを事件前からよく知っており、自身の店を犯行現場にした点などを挙げ、「実行に当たって重要な役割を果たしており、（Sと）量刑に軽重はない」と述べた。そして、量刑について「犯行は冷酷残忍かつ計画的で、2人とも責任を擦り付け合うなど、改悛の情はない。社会への影響も計り知れず、再発防止のために極刑で臨むほかはない」と主張した。
最終弁論は同月23日に行われ、両被告人の弁護人はそれぞれ「被告人は従属的な立場だった。深く反省している」と主張し、死刑回避を求めた。最終意見陳述で、両被告人はそれぞれ謝罪の言葉を述べたものの、従前と同じように「主犯は自分ではない」と主張したが、Sは「刑執行の時は見苦しくないようにしたい。それまでは読経と写経で、Aの冥福を祈りたい」と、Yは「罪の償いのために今一度だけ更生の機会を与えてほしい。もう一度、子供の手を握らせてほしい」と、それぞれ陳述した。その後、論告求刑前日にAの頭部が新たに発見されたことを受け、3月初めに検察官が補充立証を行い、結審した。
|                          | 被告人S側 | 被告人Y側                                                                                                | 検察官 | 福岡地裁小倉支部 (1982) |
| ------------------------ | --- | --- | --- | --- |
| 犯行の発案者             | Yが「大きなことならやるか」と発案した                                                                             | Sが強盗殺人の計画をすべて立案した                                                                        | 被告人Yの供述を採用 | 2人で互いに計画案を積極的に出し合い、巧妙な計画を練った |
| あいくちで斬りつけた人物 | Yが被害者Aをあいくちで脅し、斬りつけた                                                                            | Sが散弾銃をあいくちに持ち替え、Aを斬りつけた                                                             | 被告人Yの供述を採用 | YがAに突きつけたあいくちを払われ、とっさに斬りつけた。 仮にAにとって見知らぬSが斬りつけたのだとすれば、Aは警戒心からSの方に向き合うのが当然だが、解剖鑑定書では左斜め後方から斬りつけたことになっており、Yの「Sが斬りつけた」という供述は不自然で採用できない。 |
| 殺害実行犯               | Yが濡れタオルでAの鼻を覆った                                                                                      | Sに銃で脅されて実行した                                                                                  | Sが馬乗りになり、Yが首を絞めた | Sが馬乗りになり、Yが首を絞めた |
| Aの死因                  | 窒息死 | 窒息死                                                                                                   | 窒息死 | 失血死 |
| 情状・量刑               | 主導者はYで、Sは従属的。Sの供述が一貫している一方、Yの供述は矛盾している。Sは犯行を反省しており、死刑を回避すべき | 主導者はSで、Yは従犯に過ぎず、犯行の途中で計画の中止を主張したが、Sはそれを無視した。Yは深く反省している | 2人は両輪のように相互に助け合い、冷酷残忍な犯行を実行した。2人とも凶器の準備・殺害・死体遺棄を共同で行っており、刑事責任に差はない 犯行計画は綿密で、証拠隠滅を図るなど悪質であり、法廷で責任のなすり合いを行うなど、改悛の情はない | 2人とも死刑を選択（量刑理由は後述）。 |

#### 2人に死刑判決
1982年3月16日に判決公判が開かれ、福岡地裁小倉支部（佐野精孝裁判長）は両被告人（SおよびY）にいずれも死刑を言い渡した。
福岡地裁小倉支部 (1982) は事実関係について多くの面で、被告人Yの主張を基本とした検察官の主張を採用し、犯罪計画の発案・殺害行為ともに、2人の共同行為と認定した。一方、Aをあいくちで斬りつけた人物については、両者の供述や死体の鑑定結果から検討。「Sが斬りつけた」という検察官の主張を退け、「Aは左斜め後方から斬りつけられているため、Aにとって見知らぬ人物だったSではなく、Aと事件前から面識のあったYが斬りつけたと認められる」という判断を示した。その上で、Aの死因についても、検察官の「あいくちで重傷を負い、大量出血で衰弱したところを首を絞められ窒息死した」という主張を、「解剖鑑定から、窒息死したことを証明するものはない」として退け、「負傷の失血が首を絞められたことで加速されたと取るべきで、死因は傷害による失血死である」と認定したが、「（Aに対する2人の）殺意は明らか」として、死因に関する判断を両者の量刑に影響させることはなかった。
両被告人の役割（刑事責任の程度）については、「2人ともそれぞれ自己の動機を実現するため、意欲的に犯行に取り組み、互いに案を積極的に出し合って計画を練り、実行行為も大半を2人で共同して行った。Sに幾分主導的な側面が見られるが、Yは被害者を誘い出して傷害を負わせ、首を絞めるなどして直接死亡の原因を作った」と指摘し、「被告人両名は正に車の両輪となり互いに助けあって右犯行を遂行したものというべく、その刑責に逕庭はないといわねばならない。」と判示した。
情状については、「犯行は、2人が完全犯罪を狙い、金を奪う方法や隠蔽工作など、周到な準備をした上で実行におよんだもの」と計画性を強調した上で、「必死の哀願を尻目に、苦しんでいる被害者を放置した上、さして迷わず殺し、遺体を切り刻んで塵芥のごとく海に捨て、得た金は酒食に使った。まれに見る冷酷かつ残忍な犯行だ」「2人とも相当の収入があったのに、遊惰な生活を夢見て一攫千金を図った。動機に酌むべきものはない」と指摘した。また、事件後に2人が隠蔽工作を図ったり、さらなる犯罪計画を立てたりした点、法廷で互いに自己の主導性を否定した態度について、以下のように判示した。
そして、被害者Aに落ち度がないこと、遺族が極刑を望んでいること、社会への影響が大きいことを挙げ、「2人は写経に励んでおり、さしたる前科もないが、死刑が人間の生存権を奪うことを慎重に考慮しても、犯行の重大性からして極刑をもって臨むしかない」と結論づけた。
被告人Yは3月17日に、被告人S（量刑不当を主張）も翌18日にそれぞれ福岡高等裁判所へ控訴した。

### 控訴審
控訴審における事件番号は、昭和57年(う)第304号。
被告人Sは第一審判決後、妻と離婚し、控訴審でも第一審と同じ吉永普二雄を弁護人に選任した一方、被告人Yは岩城邦治ら3人の弁護人を新たに選任した。控訴審初公判は、福岡高裁第2刑事部（緒方誠哉裁判長）で1982年10月14日に開かれた。
控訴審でも、両被告人側は第一審と同様に、自身の主導性を否定する主張を展開した。特にY側は、原判決が「S主導」を認定しつつ、警察・検察が採用したYの自供の事実経過を否定したことに対し、広範囲にわたって異議を唱え、法廷ではAや遺族に対し、泣きながら謝罪の言葉を述べた一方、土下座して減軽を嘆願し、裁判長からたしなめられるような場面もあった。また、YはSに対し「これまでのことは水に流そう」との手紙を出した一方、SはYを「いつも自分がいい子になろうとする」と非難するなどした。Sは法廷で、独房で写経を続け、Aの命日には数珠を手に読経していることなどを明かした上で、「生きている限り、どんな方法でも償いたい」と陳述していた。
被告人Sの控訴趣意
事実誤認に関する主張
1. Aから奪ったとされる約95万円のうち、奪ったと言えるのは約75万円だけで、20万円はSと関係なく、AがYに自ら任意で差し出したものだ。
2. 最初に犯罪計画を言い出し、具体的な犯行を発案・主導したのはYで、Sではない。Yは「ピラニア」の営業不振から、酒類の仕入れ代金を滞納するほど経済的に困っており、「2人とも当座の生活に困っていなかった」という原判決の判断は事実誤認である。また、YはAの性格や暴力団との交際関係を熟知し、金が取れなくてもAを殺害する意思を（Sの意思と無関係に）有していた。
3. 殺害行為は、SとYが共同で実行したものではなく、Sがトイレに入っている間、Yが濡れたタオルでAの鼻口を押さえて殺害したものである。原判決の認定は、信用性のないYの供述を大筋で採用したものだ。

量刑不当に関する主張
Sが犯行時に果たした役割の程度や、Sの生育歴・生活態度の中に見られる人間性、被害者の冥福を祈り反省悔悟の日々を送っている事件後の情状などを考慮すれば、死刑を適用した原判決は、量刑判断にあたってSに有利な情状を十分斟酌しておらず、重すぎて不当だ。
被告人Yの控訴趣意
事実誤認に関する主張
1. 「Aの左側胸部の刺し傷は、Yがあいくちで斬りつけたもの」と認定されているが、実際はYではなく、Sが斬りつけたものだ。以下の事実が認められるにも拘らず、原判決はそれと矛盾する「Yはカウンターの外でAの後ろに立っていた」という事実を同時に認定している。
  - YはAが斬りつけられた当時、（原判決で認定されたようにAの左後ろにいたのではなく）カウンターの中にいた。これは、原審（第一審）でAの刺し傷の部位・状況を鑑定した医師（永田武明）の証言とも一致するものである。
  - また、Aから差し出された20万円は、カウンターの背後の壁に設置されていた洋酒棚から出したもので、原判決が「Yはその20万円を取り出し、Aを脅してカウンターの上へ出させた約75万円と一緒にした」と認定していることからも、当時はYがカウンターの中にいた事実が認められる。

2. 犯行の大筋を発案・計画したのはYではなくSだ。犯行はSが主導しており、YはSの指示に従って行動したに過ぎない。

量刑不当に関する主張
死刑の選択は、ほとんど異論の余地がないほど情状が悪く、人間性の存在や、その回復に伴う人格の改善可能性がないような例外的事例に限られるべきである。Yは本来健全な人格と人間性を持ち合わせており、犯行はAに対する羨望（無意識の反感など）や、Sからの強い動機付けによって生じた価値観の瞬間的な動揺や倒錯によって引き起こされたものである。Yはまだ若く、生来の悪性は見い出せないことから、更生・改善の可能性がある。Yが犯行時に果たした役割は主導的でなく、事件後も被害者の冥福を祈り、反省悔悟の毎日を送っているなどの情状を併せ考えれば、死刑は重すぎて不当だ。
控訴審は1984年（昭和59年）1月23日に結審した。両被告人の弁護人は、それぞれ「1件の殺人で死刑を言い渡した原判決は重すぎて不当」「2人は深く反省している」と主張し、原判決破棄を求めた。一方、検察官は「罪責が重大な場合は死刑の選択もできる」という判断を示した「永山判決」（1983年7月）を引用し、「犯行は周到に計画された残忍なもので、死刑は相当」と主張し、控訴棄却を求めた。

#### 控訴棄却判決
1984年3月14日に福岡高裁第2刑事部（緒方誠哉裁判長）で控訴審判決公判が開かれ、原判決（両被告人をいずれも死刑とした第一審判決）を支持し、両被告人の控訴をいずれも棄却する判決が言い渡された。
開廷は13時40分で、判決理由の朗読は約1時間におよび、14時35分に主文が言い渡された。判決理由の概略は以下の通りである。
被告人S側の控訴趣意（事実誤認に関する点）に対する判断
1. 犯行の罪質や犯情に照らせば、奪った金額に20万円の差があったとしても、責任の軽重に差異は生じず、たとえこの点が誤認だったとしても判決に影響を及ぼすものではない。Aが自らYに差し出した20万円も、最終的に暴行・脅迫によって奪われたものである[134]。
2. 事件当時、「ピラニア」は営業不振ではなく、残っていた仕入代金（約67万円）も通常の流動債務に過ぎず、Yが経済的に困窮していたとは言えない。どちらが先に死体損壊・遺棄を伴う強盗殺人の計画を最初に言い出したとしても、2人はそれ以前から歯科医師からの恐喝を目論んで準備しており、それに代わる計画として本件に積極的に加担しているため、刑責の軽重は、その後の犯行遂行状況を考察して判断するのが相当だ[154]。
3. 原判決の「2人で馬乗りになってAを絞め殺した」という認定は信用できる。その点に関するYの供述は、Y自身にも不利益な事実を認めるものであり、供述内容も具体的・詳細・合理的である。一方、Yの「2度目に首を絞めていたら、エルザビル[注 1]出入口に駐車していたS所有の車を移動させるようアナウンスがあったので、いったん離れて階下に降り、車を駐車場に移動して戻ってみたら、Aは既に動かなくなっていた」という供述や、Sの主張はいずれも信用し難い[254]。

被告人Y側の控訴趣意（事実誤認に関する点）に対する判断
1. 現場検証の調書から、YはAが斬りつけられた当時、Aのほぼ左横（あるいは直横からごくわずか前）にいたことが明らかで、その立ち位置とAの切り傷の形は、Sの「YがAを斬りつけた」という供述と符合する。Yの供述はそれ以外にも不合理な点を有しており、信用できない[255]。Yが洋酒棚から取り出した20万円は、Yがカウンターから出る前に取り出されたか、Sの主張するようにあいくちでAを斬りつけた後、その手当をする段階で取り出されたかのどちらかと思われるが、いずれにせよ、「Yはカウンターの中にいたから、あいくちで斬りつけてはいない」と結論づけることはできない[156]。
2. YはAに切り傷を与えていたことから、「暴力団と関係のあるAを帰せば報復されるかもしれない」と恐れ、殺害に走ったといえる[255]。

量刑不当に関する点
罪質などに関して
両被告人は完全犯罪を目論み、被害者Aをおびき出した上で大金を奪って殺害し、死体を解体して遺棄するなどの綿密な計画を練り上げ、周到な準備を整えた上で犯行におよんだ。2人とも、事件当時は特に金に困っていたわけではなかったのに、働かず遊興にふける安楽な生活を送りたいがために犯行を思い立っており、その動機は身勝手かつ極めて悪質で、酌量の余地はない。
特に悪質な点は、Aから金を奪った後、犯跡を隠蔽して完全犯罪を実現するためにAを殺害することを最初から謀議・計画していた点で、到底天人ともに許すことのできない非道なものである。あいくちでAを負傷させ、長時間にわたって放置して衰弱させた挙句、命乞いにも耳を貸さず、2人がかりで冷酷に殺害した行為も執拗かつ残忍である。死体を解体して遺棄した行為（死体遺棄罪）も、法定刑自体は重いものではないが、本件ではもともとこのように死体を解体することを予め計画して殺害行為が行われていることから、強盗殺人と一体として評価されるべき性質のものであり、それは殺害計画の強固さと残虐さを物語るものである。
また、2人は事件後に徹底した罪証隠滅工作を行い、互いに絶対自白しないことを誓いあった上で、さらなる犯罪計画を立てたり、遺族から「（当時未発見だった）頭部の存在場所を教える」と称して金を巻き上げることまで相談していた。そこには人間性の片鱗も見い出せず、倫理観の欠如と犯罪性向の根深さが伺われる。逮捕後も頑強に否認を続け、自白後も互いに自己の刑責を軽くしようと「犯行を主導したのは自分ではない」と相反する供述をしているが、その供述内容には不自然・不合理な部分が多く含まれ、どちらか一方だけが真実を語っているとは到底認められない。犯人が自己の犯した罪の責任を軽くしたいと願うことはやむを得ないとはいえ、その供述内容を見る限り、真摯に自己の犯した行為の罪深さを自覚し反省しているとは言い難い。
一方、Aには2人やその関係者から恨みを買うような事情や、殺されても仕方がないような落ち度があったわけではなく、長年北九州市内で大病院を経営し、地域社会の医療に貢献してきたにもかかわらず、身勝手な欲望の犠牲にされた。その結果は極めて重大で、被告人らに極刑を望む遺族の心情は痛ましく、察するに余りある。病院も廃業を余儀なくされたが、それによる遺族の大きな経済的損失や、転院を余儀なくされた入院患者、失職した医師・看護婦ら従業員が受けた損害も大きい。
本事件は猟奇的な強盗殺人・死体遺棄事件で、被害者が大病院を経営していただけあって、地域住民に与えた不安は大きい。完全犯罪を狙って敢行されたものであるため、もしその狙い通り死体が発見されなければ、捜査はさらに難航し、2人への嫌疑が濃かったとしても決め手を欠き、処罰されずに終わった可能性もあった。もしそのような事態になれば、これを真似て類似の犯罪が起きていた可能性があり、善良な資産家がいつこのような犯罪に巻き込まれていてもおかしくなかった。そのような観点からも、本事件がもたらした深刻な社会的影響は軽視できない。
両被告人の責任の軽重
Sは本事件前から、新北九州信用金庫への恐喝未遂事件を起こしたり、Yとともに歯科医師を恐喝することを考えたりしており、事件前は日常の生活態度が乱れていた一方、Yは真面目に「ピラニア」を経営していたものの、そのようなSと親しくなるうちに心の緩みが生じたことが窺える。凶器はいずれもSの所有物だったことや、当初はSの知り合いの船頭がいる鹿児島方面で死体を投棄する計画がされていたことなどを考えれば、どちらかといえばSに主導的側面があったと認められる。
しかし、YもSが歯科医師恐喝計画を立てていることを知り、積極的に加担した上、その計画を中止したSに対し、その実行を迫っている。それに代わる大金奪取の計画が本件だが、どちらが最初にAの名前を挙げたかまでは断定し難いものの、Yは単にSに追従して行動していたとは言えず、むしろ「奪った金額の半分は自分の取り分」と考え、犯行計画を共同で練り上げた上で、実行行為も共同で実行していた。知人関係にあったAの弱点を知り、Aを誘い出せる立場にあったのはYで、Aに傷害を負わせ、かつ首を絞め、死亡の直接の原因を作ったのもYである。
一方、Sは大金奪取の目的を果たせず、それを断念した際、Yに「ここでやめれば2、3年ですむと思うがどうか」と持ちかけたが、殺害行為を中止してAを帰すことを真摯に考えていたとは言い難く、Yが予定通り殺害する意思であることを知ってからは、躊躇なく2人で殺害行為におよんだ。もし2人のいずれかが、真摯にAの生命を助けるつもりでその後の計画の実行を阻止しようとしていれば、殺害行為の実行はできなかったと考えられる。
以上の点から、本件犯行は2人が一体となって、相互にその手足となって助けあい、計画に基づいて犯行を実行したのであって、そのどちらか一方が欠けても実行することはできなかったものと考えられ、その責任に軽重をつけることはできない。Yが犯行に走った契機は、Sと親交を結んだことによるものが大きいが、「Sの影響と、Yの他から影響を受けやすい性格的欠陥だけが原因」と考えるのは相当ではない。本事件が強盗殺人の中でも最も凶悪な事案（当初から被害者を殺害することが予定されていた事案）であることや、Yは当時27歳で、事柄の善悪の判断が十分できる年齢であったことなどを考えれば、Yの価値観の中に、利己的な欲望のために他人の生命を奪うことをも肯定するものがあり、犯罪性向が根深く存在していたというほかない。
結論
近年、強盗殺人など死刑の適用が問題とされる事案では、殺害された被害者が1人だった場合、死刑の適用が従前より少なくなっていることは確かだが、だからといって「被害者が1人なら絶対に死刑を適用してはならない」というものではない。人の人格改善の可能性を判断材料とすることは極めて困難で、犯行の罪質や、動機・態様などの量刑事情を捨象してまで、「犯人の人格の改善可能性があるなら、死刑を適用してはならない」と考えるのもまた相当ではない。1983年7月の最高裁判決（いわゆる「永山判決」）で示されたように、様々な情状を考慮した上で、罪責が誠に重大であり、罪刑の均衡・一般予防それぞれの見地から、極刑がやむを得ないと認められる場合には、その適用も許されると言わなければならない。2人の罪責は誠に重大で、2人にとって有利な事情（年齢・経歴・境遇や犯罪後の情状など）を十分考慮しても、2人を死刑に処した原判決の量刑は誠にやむを得ず、重すぎて不当とは言い難い。
被告人Yは「死刑は重すぎる」として3月15日付で最高裁判所へ上告し、被告人Sも翌16日に上告した。

### 上告審
上告審における事件番号は、昭和59年(あ)第512号。
上告後、被告人Sの弁護人（吉永）と、被告人Yの弁護人3人（岩城邦治・岩城和代・村井正昭）は、それぞれ1984年8月31日付で上告趣意書を提出。また、岩城邦治が同年8月30日に提出した上告趣意補充書には、被告人Y自身の上告趣意が記載されていたが、Yはその中で、「自分たちの犯行は到底許されない悪質なものではあるが、初犯で更生への強い意欲を認められながら死刑判決は納得の行くものではない」と主張。死刑の恐怖および残虐性を強調し、被害者1人の強盗殺人・保険金殺人で無期懲役・有期懲役が言い渡された判例などを挙げ、「更生の機会を与えてほしい」と求めていた。
1988年（昭和63年）2月1日に最高裁判所第二小法廷（香川保一裁判長）で上告審の公判（弁論）が開かれ、結審した。同日、両被告人の弁護人はそれぞれ、被告人らが反省している旨を訴え、死刑回避を求めた一方、検察官は上告棄却を求めた。
1988年4月15日の判決公判で、最高裁第二小法廷（香川保一裁判長）は原判決（2人を死刑とした第一審判決を支持した控訴審判決）を支持し、両被告人の上告を棄却する判決を宣告。両被告人は判決訂正を申し立てたが、最高裁第二小法廷によって同年5月17日付で棄却決定がなされ、同月18日付で死刑が確定した。

## 死刑執行
1996年（平成8年）7月11日、S・Yの両死刑囚（死刑確定者）はいずれも収監先の福岡拘置所で死刑を執行された（Sは49歳没、Yは43歳没）。同日には、東京拘置所で別の死刑囚1人も死刑を執行されている。死刑執行は当時、1995年12月に東京・名古屋の両拘置所と、福岡拘置支所で行われて以来で、橋本政権および長尾立子法務大臣の下では初の死刑執行でもあった。
死刑囚Yは死刑確定後、再審請求をしたが、執行以前に棄却されていた。また、死刑囚Sは自力で再審請求していたとされる（詳細不明）。
死刑執行を受け、高向幹範（第一審でYの弁護人を担当）は「どちらが主犯かわからないまま判決が下っており、今でも不当判決だと思っている。死刑執行は非常に残念」と、岩城邦治（控訴審・上告審でYの弁護人を担当）は「（自分は）死刑制度そのものにも反対だが、過去の例から見ても、1人の死に対して2人の死を以て報いるという量刑自体が重すぎた」と述べ、それぞれ死刑執行を批判。また、主任検事として捜査を担当した元福岡地検小倉支部副支部長の加藤石則（当時：弁護士）は「本事件は死刑適用の限界事例だろう。もし今のように死刑執行に抑制的なムードがある時代ならば、（2人への死刑は）ありえない判断だった。死刑制度は支持するが、2人よりも凶悪な犯罪を犯した死刑囚もいる。2人に死刑が執行されたことは複雑な気持ちだ」「本来はまともな人間だった2人が、なぜあのような残虐な事件を起こしたのかわからない。死刑廃止論が高まっていることを考えれば、2人には死刑執行を免れ、恩赦で無期懲役になる道を探ってほしかった」と述べた。
一方、福岡県警捜査一課長として捜査を指揮した梶原成一は、本事件を「警察官生活で一番印象に残った事件」「救いようのない反社会的事件」と位置づけた上で、「最近は、従来なら死刑になるはずの事件が無期懲役になったりする（死刑適用に消極的な）傾向があるが、本事件は（犯行の動機・残忍性などから）同情の余地はない。仮に今の裁判傾向をもってしても、死刑になっていたのではないか」「（死刑執行の知らせを聞き）ある種の感慨を覚える」と述べている。

## 事件の影響
本事件は、被害者Aが地元の名士だったことや、死体がバラバラにされた猟奇性、加害者らが被害者を誘い出す口実として小柳ルミ子の名が使われたことから、社会的に注目を浴びた。特に地元・小倉ではかなり関心が高く、本事件の発生直後には各新聞が報道合戦を繰り広げ、本事件の報道の詳細さと、その新聞の売り上げが比例する現象も見られた。
また、本事件の捜査中だった1979年12月23日には、工藤会（暴力団）の最高幹部で、Aとも親交を有していた（前述）「田中組」組長の田中新太郎が、小倉北区赤坂二丁目のマンション（愛人宅）で、田中組と対立関係にあった草野一家系の暴力団・極政会（中間市：組長は溝下秀男）の組員2人に襲撃され、拳銃で射殺される事件が発生。同事件を受け、県警が暴力団抗争への警戒を強めていた1980年2月8日には、小倉南区貫でシンナー常習者による連続女性殺傷事件が発生した。このように、北九州市内で凶悪事件が続発し、それらの事件が全国ニュースで取り上げられたことや、本事件の解決後も、東京や大分県日田市で市出身者による殺傷事件が相次いで発生したことが原因で、市の対外イメージは悪化した。『北九州市史』 (1983) では、当時の情勢について、「（市内で）凶悪事件が続発し、『事件の北九州』の異名を全国に宣伝することになった」と言及されている。

## 評価
北九州大学教授の新村登（心理学）は、遊興費欲しさに残忍な犯行におよんだ2人に共通する点として「幼児期の自己形成ができておらず、反社会的な行為をしてはならないとするしつけを幼少期から教え込まれていないこと」と、「自己顕示欲が強く、経済事情を無視して派手に遊んだり、店をことさら大きくしたりなど、分不相応なことをしたがること」（古い世代によく見られた傾向）を挙げた上で、2人の人物像について「今の若者の欠点と、古い世代の欠点を合わせたようなところがある」と分析した。その上で、本事件の解決と同時期に発生していた富山・長野連続女性誘拐殺人事件や、沖縄県での小学生誘拐事件（いずれも被疑者はSやYと同年代の、20歳代後半 - 30歳代前半）についても言及し、「3事件の被疑者とも、古い価値観から新しい価値観への移行期に生まれ育った世代で、いわば一つの時代の被害者とも言える」という見解を示している。また、当時『西日本新聞』の社会部で、事件担当キャップ（班長）として本事件を取材していた田村允雄は、本事件と富山・長野連続女性誘拐殺人事件の共通性として、犯罪者の行動が広域化している点、人の生命が簡単に奪われている点、そして捜査の目がおよぶ中、被疑者たちがマスコミのインタビューに応じて頑強にアリバイを主張していた一方、いったん自供すると泣き伏す脆さを抱えていた点を挙げている。
死刑執行について、北九州大学教授の石塚伸一（刑事学）は、2人が死刑確定から10年以内に死刑を執行されたことに注目し、「（死刑執行までの）速さに加え、共犯2人が被害者1人の事件で同時に執行されたことは極めて異例だ。オウム事件などで死刑是非論が取り沙汰される中、法務省の『死刑囚には厳しい態度で臨む』という頑なな姿勢を示すもの」と指摘している。

## 事件を題材とした作品
- 中村光至 著、松岡妙子（編集担当） 編『捜査―北九州病院長バラバラ殺人事件』（初刷）徳間書店〈TOKUMA NOVELS〉、1983年11月30日。ISBN 978-4191528253。国立国会図書館書誌ID:000001655019・全国書誌番号:84018628。 - 本事件にヒントを得た創作作品。参考文献として、福岡県警察機関誌『暁鐘』（昭和55年8月号・9月号）に掲載された捜査実話「狂ったピラニア」（著者：和田昭三／#参考文献）を用いている。
  - 同作を原作としたテレビドラマ「回遊海路～北九州病院長バラバラ殺人事件」（脚色：国弘威雄）が、1984年3月27日の21時2分から火曜サスペンス劇場（日本テレビ系列ほか）で放送された[291]。被害者の病院長を伊東四朗が、犯人2人（スナック経営者の「水野」・釣具店主の「本山」）を江藤潤・岸部一徳が、水野の妻・真由美を范文雀がそれぞれ演じた[291]。
- 『奇跡体験!アンビリバボー』（フジテレビ系列） - 2022年（令和4年）7月28日放送回で、本事件を題材とした再現ドラマ「地元の名士が失踪!秘められた恐るべき計画」が放送された[292]。

## 関連書籍
- 警察庁 編『警察白書 警察活動の現況 昭和55年版』大蔵省印刷局、1980年8月15日、293頁。国立国会図書館書誌ID:000001463345・全国書誌番号:80032800・NDLJP:9902763。 - 巻末の「昭和54年の主なできごと」に、「11 4 北九州市の病院長殺人、死体遺棄事件発生（福岡、大分）」との言及が見られる。
- 法務省、法務総合研究所 編「第3編 凶悪犯罪の現状と対策 > 第4章 凶悪犯罪と裁判 > 第5節 凶悪事犯の実態及び量刑に関する特別調査結果 > 3 凶悪事犯の量刑に関する調査結果」『平成8年版 犯罪白書 凶悪犯罪の現状と対策』大蔵省印刷局、1996年11月5日、293頁。ISBN 978-4173501717。 NCID BN15352823。国立国会図書館書誌ID:000002564657・全国書誌番号:97049218。オリジナルの2021年9月11日時点におけるアーカイブ。2021年9月11日閲覧。「資産家から金品を奪った上で殺害するとの完全犯罪をもくろみ，周到な計画の下，資産家を監禁して残虐・冷酷な手段・方法をもって殺害し，死体を海中に投棄した強盗殺人等の事件において，共犯者2人が共に死刑を選択された例」
- 読売新聞西部本社「北九州市の病院長殺害事件」『九州の事件 五十年 一九六四-二〇一四年』（第1刷発行）海鳥社、2016年4月20日、41-43頁。ISBN 978-4874159682。 NCID BB21343130。国立国会図書館書誌ID:027242038・全国書誌番号:22749981。